# تصويت الكلام
تصويت الكلام أو النطق أو اصدار الكلام (بالإنجليزية: Phonation)‏ هو مصطلح له معاني مختلفة اعتمادا على مجالات فرعية من الصوتيات. لدى بعض علماء الكلام واللغة، النطق الصوتي هو العملية التي تنتج من خلالها الطيات الصوتية أصواتًا معينة عن طريق الاهتزاز الشبه دوري المتتابع لمزمار الحنجرة. هذا هو التعريف المستخدم بين أولئك الذين يدرسون تشريح الحنجرة وعلم وظائف الأعضاء وإصدار الكلام بشكل عام. يسمي علماء النطق في الحقول الفرعية الأخرى، مثل علم الأصوات اللغوي، هذه العملية بالتعبير، ويستخدمون مصطلح النطق للإشارة إلى أي حالة تذبذبية في جزء من الحنجرة تعمل على تعديل تيار الهواء المار خلالها، والتي يعد التعبير عنها مجرد مثال واحد. النطق الذي لا صوت له والنطق فوق المزمار ينتميان أيضا لهذا التعريف.

## عملية تصويت الكلام
تحدث العملية الصوتية، أو النطق، عندما يتم طرد الهواء من الرئتين عبر المزمار، مما يؤدي إلى انخفاض الضغط عبر الحنجرة. عندما يصبح هذا الانخفاض كبيرًا بدرجة كافية، تبدأ الطيات الصوتية في التذبذب الدوري. يُطلق على الحد الأدنى من انخفاض الضغط المطلوب لتحقيق الصوت اسم ضغط عتبة الصوت ،   وبالنسبة للبشر ذوي الطيات الصوتية الطبيعية، فطوله يبلغ تقريبًا 2 - 3  سنتيمتر. تكون حركة الطيات الصوتية أثناء التذبذب جانبية في الغالب، على الرغم من وجود بعض المكونات الاوافقية أيضًا. ومع ذلك لا توجد حركة على طول الطيات الصوتية تقريبًا. يعمل تذبذب الطيات الصوتية على تعديل ضغط وتدفق الهواء عبر الحنجرة، وهذا التدفق الهوائي المعدل هو المكون الرئيسي لصوت معظم الهواتف الصوتية .
الصوت الذي تصدره الحنجرة عبارة عن سلسلة توافقية من الاهتزازات. بمعنى آخر، يتكون من نغمة أساسية (تسمى التردد الأساسي، الإشارة الصوتية الرئيسية لنبرة الإدراك) مصحوبة بمضاعفات ترددات متناسقة، وهذه تكون مضاعفات للتردد الأساسي.  وفقًا لنظرية المصدر و المرشح، فإن الصوت الناتج يثير غرفة الرنين التي هي السبيل الصوتي أو الممر الصوتي لإنتاج أصوات الكلمات المنفردة .
لن تتهتز الطيات الصوتية إذا لم تكن قريبة من بعضها البعض بشكل كافٍ ، أو لم كن يتخللها ضغط هوائي كافٍ أو أن يكون ضغط الهواء شديد جدا، أو عندما ينخفض ضغط الهواء عبر الحنجرة بحيث يكون غير كافيا لإصدار الصوت.  في اللغويات، يسمى الهاتف بلا صوت إذا لم يكن هناك صوت أثناء حدوثه.  في الكلام، ترتبط الهواتف التي لا صوت لها مع الطيات الصوتية التي تكون مستطيلة ومهتزة بشدة وحادثة بشكل جانبي عند مقارنتها بطيات صوتية أثناء النطق. 
يمكن أن يتنوع التردد الأساسي، وهو الإشارة الصوتية الرئيسية لنبرة الإدراك، من خلال مجموعة متنوعة من الوسائل. يتم إجراء تغييرات واسعة النطاق عن طريق زيادة التوتر في الطيات الصوتية من خلال تقلص العضلة الحلقيّة الدرقية. يمكن أن تحدث تغيرات صغيرة في التوتر عن طريق تقلص عضلة الغدة الدرقية أو تغيرات في الوضع النسبي للغضاريف الدرقية والحلقية، كما قد يحدث تعلق عبر عظم اللامي عندما يتم خفض أو رفع الحنجرة، إما بشكل إرادي أو من خلال حركة اللسان الذي توجد به الحنجرة.  بالإضافة إلى تغيرات التوتر، يتأثر التردد الأساسي أيضًا بانخفاض الضغط الهوائي عبر الحنجرة، والذي يتأثر في الغالب بالضغط الموجود في الرئتين، وسيختلف أيضًا باختلاف المسافة بين الطيات الصوتية. يستخدم التباين الصوتي للتردد الأساسي لغويًا لإنتاج التجويد والنغمة .
يوجد حاليًا نظريتان رئيسيتان حول كيفية بدء اهتزاز الطيات الصوتية : "نظرية المرونة العضلية" ، و "النظرية الديناميكية الهوائية ".  هاتان النظريتان لا تتعارضان مع بعضهما البعض، ومن الممكن تمامًا أن تكون كلتا النظريتين صحيحتين وتعملان في نفس الوقت لبدء الاهتزاز والحفاظ عليه. كانت هناك أيضا نظرية ثالثة، وهي "النظرية العصبية الزمنية "، التي كانت رائجة بشكل كبير في الخمسينيات من القرن الماضي، لكنها فقدت مصداقيتها إلى حد كبير منذ ذلك الحين، وتم اهمالها.

### نظرية المرونة العضلية والديناميكية الهوائية
تنص نظرية المرونة العضلية على أنه عند تجميع الحبال الصوتية معًا وتطبيق ضغط التنفس عليها، تظل الحبال مغلقة حتى يكون الضغط الموجود تحتها، وهو الضغط تحت المزمار، كافيًا لفكها بعيدًا، مما يسمح للهواء بالهروب ويقلل الضغط بدرجة كافية من أجل ارتداد شد العضلات لسحب الطيات معًا مرة أخرى. يتراكم الضغط مرة أخرى حتى تنفصل الحبال عن بعضها، وتستمر الدورة بأكملها في تكرار نفسها. معدل فتح وإغلاق الحبال، عدد الدورات في الثانية، يحدد درجة الصوت. 
تعتمد النظرية الديناميكية الهوائية على قانون برنولي للطاقة في السوائل. تنص النظرية على أنه عندما يتدفق تيار التنفس عبر المزمار أثناء تماسك بينما الغضاريف الطرجهالي (بفعل العضلات الحلقية)، يتم إنشاء تأثير الدفع والسحب على أنسجة الطيات الصوتية التي تحافظ على التذبذب الذاتي. يحدث الدفع أثناء فتح المزمار، عندما يتقارب المزمار، ويحدث السحب أثناء إغلاق المزمار، عندما يكون المزمار متباعدًا.  يؤدي مثل هذا التأثير إلى نقل الطاقة من تدفق الهواء إلى أنسجة الطيات الصوتية والذي يتغلب على الفاقد عن طريق التبديد والحفاظ على التذبذب.  يتم تحديد مقدار ضغط الرئة اللازم لبدء النطق طبقا لتعريف Titze على أنه ضغط عتبة التذبذب.  أثناء إغلاق المزمار، يتم قطع تدفق الهواء حتى يدفع ضغط التنفس الطيات بعيدًا ويبدأ التدفق مرة أخرى، مما يؤدي إلى تكرار الدورات.  الكتاب المدرسي الذي يحمل عنوان "نظرية الديناميكا الهوائية الأيرودينامية للنطق"  من تأليف إنغو تيتز يعزو الفضل إلى جانويلم فان دن بيرغ كمنشئ للنظرية ويقدم تطورًا رياضيًا مفصلاً للنظرية.

### النظرية العصبية
تنص هذه النظرية على أن تواتر اهتزاز الطيات الصوتية يتم تحديده من خلال توقيت عصب الرجوع، وليس عن طريق ضغط التنفس أو التوتر العضلي. يعتقد المدافعون عن هذه النظرية أن كل اهتزاز للطيات الصوتية يكون ناتجًا عن اندفاع من الأعصاب الحنجرية الراجعة وأن المركز الصوتي في الدماغ ينظم سرعة اهتزاز الطيات الصوتية.  ولقد تخلى علماء الكلام والصوت منذ فترة طويلة عن هذه النظرية، حيث ثبت أن العضلات غير قادرة على الانقباض بسرعة كافية لتحقيق الاهتزاز. بالإضافة إلى ذلك، يمكن للأشخاص المصابين بالشلل في الطيات الصوتية إنتاج الأصوات، وهو لن يكون ممكنًا وفقًا لهذه النظرية. كما أن النطق الذي يحدث في الحناجر المستأصلة لن يكون ممكنًا وفقًا لهذه النظرية.

## حالة المزمار
وصف الأشكال:
أوضاع لسان المزمار المختلفة:
(إلى اليمين) الطيات الصوتية منفردة، ( وإلى اليسار) الطيات الصوتية منضمة عند الكلام.
في المعالجات الصوتية اللغوية للنطق، مثل تلك التي قام بها "بيتر لاديفوغيد "، تم اعتبار النطق الصوتي على أنه مسألة نقاط على سلسلة متصلة من التوتر وإغلاق الحبال الصوتية. تم وصف آليات أكثر تعقيدًا في بعض الأحيان ولكن كان من الصعب التحقق فيها، وحتى وقت قريب كانت حالة المزمار والتعبير الصوتي تعتبر مترادفة تقريبًا. [بحاجة لرقم الصفحة]
| النوع     | تعريف |
| --------- | --- |
| صوت مشروط | اهتزازات منتظمة للحبال الصوتية                                                                                                |
| بلا صوت   | عدم وجود اهتزازات في الحبال الصوتية. عادة ما تكون الغضاريف الطرجهالية متباعدة                                                 |
| استنشاقي  | وجود تدفق هواء أكبر من الصوت المشروط قبل أو بعد التضيق ؛ قد تكون الغضاريف الطرجهالية متباعدة أكثر من الغضاريف التي لا صوت لها |
| صوت تنَفَسي | تهتز الحبال الصوتية ولكن بدون اتصال ملموس ؛ الغضاريف الطرجهالية متباعدة أكثر من الصوت المشروط                                 |
| صوت حبلي  | تهتز الحبال الصوتية ولكن بشكل أقل إحكاما من الصوت المشروط                                                                     |
| صوت صرير  | تهتز الحبال الصوتية من الأمام، ولكن مع ضغط الغضاريف الطرجهالية معًا ؛ انخفاض تدفق الهواء عن الصوت المشروط                      |
| صوت خشن   | تهتز الحبال الصوتية ولكن أكثر صلابة من الصوت المشروط                                                                          |

إذا استرخت الحبال الصوتية تمامًا، مع فصل الغضاريف الطرجهالية لتحقيق أقصى تدفق للهواء، فإن الحبال لا تهتز. هذا نطق لا صوت له، وهو شائع للغاية مع المعاقين . إذا تم الضغط على الغضاريف معًا لإغلاق المزمار، فإن الحبال الصوتية تسد تيار الهواء، مما ينتج عنه أصوات توقف مثل توقف المزمار. فيما بينهما توجد منطقة جيدة لتأدية أقصى الاهتزازات. كذلك تم توضيح وجود شكل المزمار الأمثل لسهولة النطق، حيث يكون ضغط الرئة المطلوب لبدء اهتزاز الحبل الصوتي عند أدنى حد ممكن.  هذا صوت مشروط modal voice، وهو الحالة الطبيعية لحروف العلة والسونور في جميع لغات العالم. ومع ذلك فإن فتحة الغضروف الطرجهالي، وبالتالي التوتر في الحبال الصوتية، هي درجة بين نقطتي النهاية المفتوحة والنهاية المغلقة، وهناك العديد من المواقف الوسطية التي تستخدمها اللغات المختلفة لإصدار أصوات متناقضة.  
على سبيل المثال، تحتوي الغوجاراتية على أحرف متحركة بصوت رخو جزئيًا يسمى صوتًا لاهثًا أو صوتًا مغمورًا (مكتوبًا في IPA مع إشارة صوتية منخفضة ‎◌̤‏ )، بينما تحتوي البورمية على أحرف متحركة مع نطق صوتي متوتر جزئيًا يسمى صوت صرير أو صوت حنجري (مكتوب في IPA مع a تيلدا منخفض ‎◌̰‏ ). لهجة Jalapa من Mazatec غير عادية في التناقض مع الصوت النمطي في تمييز ثلاثي. (مازاتيك هي لغة نغمية، لذا فإن المزمار يصنع العديد من الفروق اللونية في نفس الوقت مع الفروق الصوتية.)  
|           | مازاتيك |            |
| صوت لاهث  | ‎[ja̤]‏    | He wears   |
| صوت مشروط | ‎[já]‏    | Tree       |
| صوت صرير  | ‎[ja̰]‏    | He carries |

ملاحظة: حدث خطأ في تحرير مصدر هذه المعلومات. قد تكون الترجمتان الأخيرتان مختلطة.
لا تحتوي لغة Javanese على صوت مشروط في نقاط توقفها، ولكنها تتناقض مع نقطتين أخريين على طول مقياس الصوت، مع انحرافات أكثر اعتدالًا عن الصوت المشروط، يُطلق عليها صوت الركود والصوت القاسي. الحروف الساكنة "الموحلة" في شنغهاي هي صوت ضعيف ؛ يتناقضون مع التينوس والحروف الساكنة الاستنشاقية.  
على الرغم من أن كل لغة قد تكون مختلفة إلى حد ما، إلا أنه من الملائم تصنيف درجات الصوت هذه إلى فئات منفصلة. سلسلة من سبع توقفات سنخية، مع أصوات تتراوح من فتح /تراخي إلى مزمار مغلق / متوتر، وهي:
| المزمار مفتوح | ‎[t]‏  | لا صوت له (تيار هوائي كامل)       |
|               | ‎[d̤]‏  | صوت لاهث                          |
|               | ‎[d̥]‏  | صوت الركود                        |
| وضع جميل      | ‎[d]‏  | صوت مشروط (أقصى اهتزاز)           |
|               | ‎[d̬]‏  | صوت خشن                           |
|               | ‎[d̰]‏  | صوت صرير                          |
| المزمار مغلق  | ‎[ʔ͡t]‏ | إغلاق المزمار (تيار الهواء محجوز) |

تُضاف أحيانًا علامات التشكيل IPA أسفل الحلقة والإسفين المنخفض، المعروف باسم "بلا صوت" و "صوتي"، إلى الرمز الخاص بصوت مسموع للإشارة إلى المزيد من التراخي / الفتح (الركود) والحالات المتوترة / المغلقة (القاسية) في المزمار، على التوالى. (من المفارقات، أن إضافة التشكيل "الصوتي" إلى رمز الحرف الساكن الصوتي يشير إلى أصوات أقل، وليس أكثر، لأن الصوت الذي يتم التعبير عنه بشكل معياري يتم التعبير عنه بالفعل بالكامل، في مكانه الجميل، وأي توتر إضافي في الحبال الصوتية يخفف من اهتزازها .)  
الألزاسي، مثل العديد من اللغات الجرمانية، لديه صوت غير عادي من الناحية النمطية في توقفه. يتم نطق الحروف الساكنة المكتوبة ‎/b̥/, /d̥/, /ɡ̊/‏ (تسمى بشكل غامض "lenis") جزئيًا: يتم وضع الحبال الصوتية كما هي للتعبير، ولكنها لا تهتز في الواقع. أي أنها لا صوت لها من الناحية الفنية، ولكن بدون المزمار المفتوح يرتبط عادةً بالتوقفات التي لا صوت لها. إنها تتناقض مع كل من الأصوات ‎/b, d, ɡ/‏ و modally voiceless ‎/p, t, k/‏ في الاقتراضات الفرنسية، وكذلك المستنشقة ‎/kʰ/‏ الكلمة في البداية.  
إذا تم فصل الغضروف الطرجهالي للسماح بتدفق الهواء المضطرب، فإن النتيجة هي صوت الهمس إذا تم تقريب الطيات الصوتية، ونطق صوت الهمس (نفخة) إذا اهتزت الطيات الصوتية بشكل نمطي. يتم سماع أصوات الهمس في العديد من إنتاجات oui الفرنسية!، وحروف العلة "التي لا صوت لها" للعديد من لغات أمريكا الشمالية يتم تهمسها في الواقع. 

### الحروف الساكنة المزمنة
لقد لوحظ منذ فترة طويلة أنه في العديد من اللغات، من الناحية الصوتية والتاريخية، لا تتصرف الحروف الساكنة المزمنة ‎[ʔ, ɦ, h]‏ مثل غيرها من الحروف الساكنة. صوتيًا، ليس لديهم طريقة أو مكان للتعبير غير حالة المزمار: إغلاق المزمار لـ ‎[ʔ]‏، صوت لاهث لـ ‎[ɦ]‏، وفتح تيار هوائي لـ ‎[h]‏. وصف بعض علماء الصوتيات هذه الأصوات على أنها ليست لسان المزمار ولا ساكن، ولكن بدلاً من ذلك كانت حالات من الأصوات الخالصة، على الأقل في العديد من اللغات الأوروبية. ومع ذلك، في اللغات السامية تبدو أنها حروف ساكنة حقيقية.  

## الصوت فوق المزمار
في العقود القليلة الماضية، أصبح من الواضح أن النطق الصوتي قد يشمل الحنجرة بأكملها، مع ما يصل إلى ستة صمامات وعضلات تعمل إما بشكل مستقل أو معًا. من المزمار إلى الأعلى، هذه المفاصل هي: 
1. المزمار (الحبال الصوتية)، تنتج الفروق الموصوفة أعلاه
2. البطين (الحبال الصوتية الزائفة، تغطي جزئيًا وتثبيط المزمار)
3. الطرجهالي (ضغط العضلة العاصرة للأمام وللأعلى)
4. لسان المزمار - البلعوم (تراجع اللسان ولسان المزمار، يحتمل أن يغلق على جدار البلعوم)
5. رفع أو خفض الحنجرة بأكملها
6. تضيق البلعوم

حتى تطوير تنظير الحنجرة بالألياف الضوئية، لم تكن المشاركة الكاملة للحنجرة أثناء إنتاج الكلام ملحوظة، ولا تزال التفاعلات بين المفصلات الحنجرية الستة غير مفهومة جيدًا. ومع ذلك، يبدو أن اثنين على الأقل من الأصوات فوق المزمنة منتشرة على نطاق واسع في لغات العالم. وهي عبارة عن صوت خشن (صوت بطيني أو صوت مضغوط)، والذي ينطوي على انقباض عام للحنجرة، وصوت متقطع (صوت مجوف أو صوت متعرج)، والذي يتضمن التوسع الكلي للحنجرة. 
تتميز لهجة بور للدينكا بصوت مشروط متباين، ولهث، وملفظ، وقاس في أحرف العلة، بالإضافة إلى ثلاث نغمات. علامات التشكيل المخصصة المستخدمة في الأدبيات هي علامة اقتباس مزدوجة منخفضة للصوت، ‎[a͈]‏، وتسطير الصوت القاسي، ‎[a̠]‏.  الأمثلة هي ،
| صوت       | مشروط | لاهث | صارِم  | متصاعد  |
| --------- | ----- | ---- | ----- | ------- |
| بور دينكا | ‎tɕìt‏  | ‎tɕì̤t‏ | ‎tɕì̠t‏  | ‎tɕì͈t‏    |
|           | إسهال | تفضل | عقارب | لإبتلاع |

اللغات الأخرى التي تحتوي على هذه التناقضات هي باي (صوت مشروط، ولهث، وقاس)، وكابي (صوت مزعج وقاس، كان يُنظر إليه سابقًا على أنه ± ATR )، والصومالية (صوت متنفّس وقاس). 
قد تحدث عناصر النطق أو النطق الحنجري على نطاق واسع في لغات العالم كتفاصيل صوتية حتى عندما لا تكون متناقضة صوتيًا. على سبيل المثال، لوحظ نشاط المزمار، والبطين، والطرجهالي المتزامن (لشيء آخر غير الحروف الساكنة لسان المزمار ) في التبت، والكورية، ونوشانولث، ونلاكاباموكس، والتايلاندية، والسوي، وأميس، وبام، والعربية، والتغرينية، والكانتونية، واليي. 

## أمثلة اللغة الأوروبية
في لغات مثل الفرنسية والبرتغالية، تحدث جميع العوائق في أزواج، أحدهما صوتي مشروط والآخر بدون صوت: [b] [d] [g] [v] [z] [ʒ] → [p] [t] [k] [ و] [ق] [ʃ].
في اللغة الإنجليزية، كل صوت احتكاكي يتوافق مع صوت لا صوت له. ومع ذلك، بالنسبة لأزواج التوقفات الإنجليزية، يتم تحديد التمييز بشكل أفضل على أنه وقت بدء الصوت بدلاً من مجرد صوت: في الموضع الأولي، يتم التعبير عن / bdg / جزئيًا فقط (يبدأ التعبير أثناء الضغط على الحرف الساكن)، و / ptk / are مستنشق (يبدأ الصوت بشكل جيد بعد صدوره). تحتوي بعض الصيغ الإنجليزية المعينة على أشكال متباينة لا صوت لها، مثل: نهايات الجمع، واللفظية، والملكية تهجئة -s (يتم التعبير عنها في الأطفال ‎/kɪdz/‏ ولكن لا صوت لها في مجموعات ‎/kɪts/‏ )، ونهاية الفعل الماضي تهجئًا (صوتيًا) في الطنانة ‎/bʌzd/‏ لكن لا صوت لها في صيد ‎/fɪʃt/‏ ).
عدد قليل من اللغات الأوروبية، مثل الفنلندية، لا تحتوي على عوائق صوتية ولكنها تحتوي على أزواج من الحروف الساكنة الطويلة والقصيرة بدلاً من ذلك. خارج أوروبا يعد الافتقار إلى التعبير عن الفروق أمرًا شائعًا ؛ في الواقع، في اللغات الأسترالية يكاد يكون عالميًا. في اللغات التي لا تميز بين المعوقات التي لا صوت لها والتي لا صوت لها، يتم إدراكها كما تم التعبير عنها في البيئات الصوتية، مثل بين أحرف العلة، والتي لا صوت لها في أي مكان آخر.

## التسجيلات الصوتية

### علم الأصوات
في علم الأصوات، السجل هو مزيج من النغمة والتعبير الصوتي في معلمة صوتية واحدة. على سبيل المثال، من بين أحرف العلة، تجمع البورمية بين الصوت النمطي مع النغمة المنخفضة، والصوت النفاث مع النغمة المتساقطة، والصوت الصرير بنبرة عالية، وإغلاق المزمار بنبرة عالية. تتناقض هذه السجلات الأربعة مع بعضها البعض، ولكن لم يتم العثور على مجموعة أخرى من الأصوات (مشروط، نفس، صرير، مغلق) ونغمة (عالية، منخفضة، هبوط).

### لم أصول التدريس وعلم أمراض النطق
بين التربويين الصوتيين وأخصائيي أمراض النطق، يشير السجل الصوتي أيضًا إلى صوت معين يقتصر على نطاق معين من النغمة، والذي يمتلك جودة صوت مميزة.  يمكن استخدام مصطلح "سجل" للعديد من الجوانب المتميزة للصوت البشري: 
- جزء معين من النطاق الصوتي، مثل التسجيلات العلوية أو الوسطى أو السفلية، والتي قد تكون محدودة بفواصل صوتية
- صوت خاص
- منطقة رنين مثل صوت الصدر أو صوت الرأس
- جرس صوتي معين

تم تحديد أربع مجموعات من هذه العناصر في علم أمراض النطق: سجل الزريعة الصوتية، وسجل الوسائط، وسجل falsetto، وسجل الصفارة .

## روابط خارجية
- حالات الحنجرة (Esling & Harris، جامعة فيكتوريا)
- إنتاج الكلام، جامعة شتوتغارت
- مقطع فيديو يعرض عملية النطق الصوتي